# Blaubeurer Bardentreffen
1. WEITERLEITUNG Blaubeurer Bardentreff